# Tapa Čermojev
Abdul "Tapa" Midžit Bej Orca Čermojev (čečensky Тапа Абдул Миджит Бей Орца Цармойев, 19. října 1882, Groznyj, Ruské impérium – 28. srpna 1937, Lausanne, Švýcarsko) byl první a poslední ministerský předseda Horské republiky v severním Kavkazu. Úřadoval od 11. května 1918 do doby, než republiku dobyli bolševici.

## Mládí
Tapa Čermojev se narodil jako nejstarší syn v rodině generála Orcy Čermojeva. Studoval na Vladikavkazské střední škole a Nikolajevské akademii v Petrohradu. Promoval v roce 1901 a vstoupil do ruské armády.
V roce 1906 si Tapa Čermojev vzal perskou princeznu Havu Hannum Himbrahimbekovou. V roce 1908 po smrti svého otce armádu opustil. V té době se začal angažovat v ekonomické a průmyslové činnosti. Jeho rodina vlastnila důležité ropné rafinerie v Grozném. Tapa se brzy stal jedním z nejaktivnějších a nejenergičtějších průkopníků kavkazského ropného průmyslu.
První světová válka přerušila Tapovy ekonomické aktivity. Připojil se ke slavné kavkazské tuzemské divizi, kde se vypracoval na kapitána. Získal si pověst brilantního vojenského vůdce a nebojácného vojáka.
Po říjnové revoluci se Tapa vrátil do Čečenska, aby zastavil tamní vzestup bolševizmu.

## Horská republika
Tapa věřil, že vzájemná spolupráce kavkazských horalů může sestavit stabilní stát. Na jeho popud tak vznikla 11. května 1918 tzv. Horská republika Severního Kavkazu. Tapa se stal jejím vůdcem (ministerským předsedou) a zároveň ministrem zahraničí.
V roce 1919 odjel Tapa účastnil se Versailleského kongresu. Předmětem delegace bylo zabezpečit nezávislost Horské republiky. Tu uznalo Německo, Gruzínská demokratická republika a několik dalších.
Neuznávali ji však bílý generál Děnikin a bolševici, kteří v červnu 1920 republiku dobyli. Vládním představitelům nezbývalo než emigrovat. Tapa odešel do Švýcarska, kde roku 1937 zemřel.